# Яременко Людмила Леонівна
Людми́ла Лео́нівна Яре́менко (Висо́цька) (нар. 1930, Київ) — українська баскетболістка і тренерка. Майстер спорту СРСР, заслужений тренер України. 

## Життєпис
Корінна киянка. Народилась у 1930 році. Навчалася у школі на колишній вулиці Леніна, тепер Хмельницького. Після закінчення школи прийшла в «Динамо» до заслуженого тренера СРСР Маркіяна Єгорова. 
| У листопаді 1947 року до нас прийшов викладач з будівельного інституту з незвичайним прізвищем Добрийвечір. Він був плавцем, проте набирав дівчат для гри у баскетбол. До речі, дехто з мого двору вже займався цим видом спорту… На зимових канікулах 1948 року я зіграла на першості Києва — і захопилася![1] |
Уперше поїхала на збори у Харків у 1949 році. У 1956 була у складі збірної України на I-й Спартакіяді народів СРСР.
Двоюрідна тітка Володимира Висоцького.

## Тренерська робота
По закінченні Інституту фізкультури хотіла стати тренеркою.
| В основному тренувала дівчаток, хоча деякий час працювала в «Авангарді» із хлопчиками, а після народження сина у 1957 році спочатку мала невелику перерву, а потім грала у гандбол. У 1961 році припинила грати і до 1998 року працювала у спортшколі.[1] |